# 潘懋達
潘懋達（？—？），江南蕪湖縣人，清朝政治人物、貢士出身。
康熙年間，拔貢出身。康熙六年，擔任山西介休縣知縣。